# Katsuji Mori
Pour les articles homonymes, voir Mori.
Katsuji Mori (森 功至, Mori Katsuji), né Setsuya Tanaka (田中 雪弥, Tanaka Setsuya) le 10 juillet 1945 à Tokyo, est un seiyū.

## Rôles
- Dragon Ball Z : Nail
- Mobile Suit Gundam: Garma Zabi